# Benitachell
Benitachell (em castelhano) ou el Poble Nou de Benitatxell (em valenciano) é um município da Espanha na província de Alicante, Comunidade Valenciana. Tem 12,65 km² de área e em 2021 tinha 4 447 habitantes (densidade: 351,5 hab./km²).

## Demografia
| Variação demográfica do município entre 1991 e 2004 | Variação demográfica do município entre 1991 e 2004 | Variação demográfica do município entre 1991 e 2004 | Variação demográfica do município entre 1991 e 2004 |
| --------------------------------------------------- | --------------------------------------------------- | --------------------------------------------------- | --------------------------------------------------- |
| 1991                                                | 1996                                                | 2001                                                | 2004                                                |
| 1641                                                | 1989                                                | 2385                                                | 3425                                                |